# 134044 Chrisshinohara
134044 Chrisshinohara este o planetă minoră (asteroid), cu un diametru de 2,891 km, din centura de asteroizi. A fost descoperită pe 9 decembrie 2004 la Catalina Station⁠(d) de Catalina Sky Survey. 
Obiectul prezintă o orbită caracterizată de o semiaxă mare de 2,3174605218537 UAi, o excentricitate de 0,23, o înclinație de 24 ° în raport cu ecliptica.